# Kurzflügel-Leuchtkäfer
Der Kurzflügel-Leuchtkäfer (Phosphaenus hemipterus) ist ein Käfer aus der Familie der Leuchtkäfer (Lampyridae).

## Merkmale
Die Käfer haben eine Körperlänge von 6 bis 8 Millimetern (Männchen) bzw. 10 Millimetern (Weibchen). Ihr Körper ist dunkelbraun und hat einen rötlichen Schimmer. Die Männchen besitzen stark verkürzte Deckflügel und sehen dadurch im Vergleich zu anderen Leuchtkäfern dem Weibchen ähnlicher. Ihre häutigen Flügel sind ebenso reduziert, weswegen sie wie auch die Weibchen flugunfähig sind. Ihre Fühler sind länger als die der Weibchen. Durch die verkürzten Flügel sind die Männchen mit anderen Arten nicht zu verwechseln. Die Weibchen haben nur feine Leuchtpunkte.
Die Larven haben Ähnlichkeit mit den Larven des Großen Leuchtkäfers (Lampyris noctiluca), ihnen fehlt jedoch die beidseitige Reihe rötlicher Punkte am Hinterleib und sie sind etwas dunkler und glänzender gefärbt sowie im Körperbau schlanker und kleiner. Ihre rötlich gefärbten Mandibeln sind nahezu rechtwinkelig gebogen, die der anderen mitteleuropäischen Arten sind sichelförmig.

## Vorkommen
Die Art ist im Mittelmeerraum, in Mitteleuropa bis zum Atlantik und im Süden Skandinaviens sowie in England verbreitet. In Nordamerika wurde die Art eingeschleppt. Sie bewohnt Wiesen, Flussauen, Waldränder, Trockenhänge, aber auch Gärten und Parks und besiedelt Humus unter Steinen und Wurzeln.

## Lebensweise
Die Weibchen locken ihre Partner vermutlich durch Pheromone an, da sie nur schwach leuchten können. Die Männchen können sie durch ihre großen Fühler finden. Die Männchen sterben kurz nach der Paarung, die Weibchen einige Tage nach der Eiablage. Die Männchen findet man auf Wegen und im Laub unter Bäumen und Büschen. Sie können mit zwei punktförmigen Leuchtorganen leuchten und tun dies auch bei Störung. Meistens kann man das etwa zwei Sekunden andauernde, nur sehr schwache Leuchten, auf das unregelmäßig lange Pausen folgen, im Spätsommer oder Frühherbst zwischen 2:00 Uhr und 4:00 Uhr früh beobachten.
Die Weibchen legen ihre Eier im Erdboden, besonders an Graswurzeln in Waldböden ab. Die Larven benötigen für ihre Entwicklung etwa einen Monat. Sie sind hauptsächlich nachtaktiv und tagsüber nur selten zu finden. Sie können leuchten und haben zwei kleine punktförmige Leuchtorgane. Sie ernähren sich von Regenwürmern, die mitunter sehr viel größer sein können als die Larve selbst. Die Verpuppung erfolgt im Mai, die Puppenruhe dauert etwa eine Woche.

## Belege